# Qin Yi (Actriu)

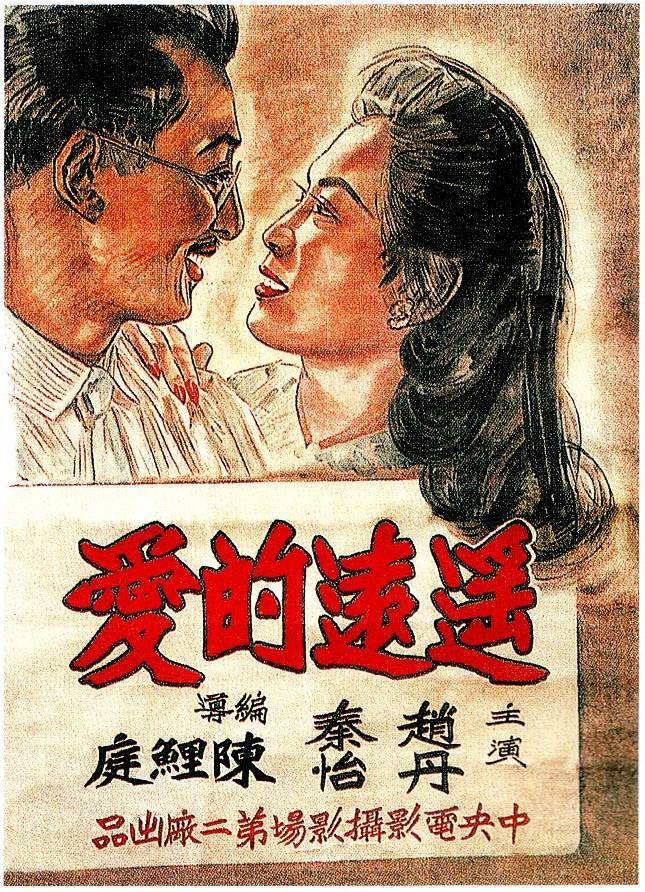
Far Away Love (1947)

Qin Yi (xinès simplificat: 秦怡) (Shanghai 1922 - 2022) Actriu de teatre i cinema xinesa. Una de les actrius més populars del cinema xinès en el període de 1930 a 1950. L'any 1943 el guionista i dramaturg Xia Yan la va definir com una de les "Four Famous Dancing Actors in Drama" de l'època, conjuntament amb Zhang Ruifang, Shu Xiuwen i Bai Yang, també conegudes com "les quatre grans dan" del teatre i el cinema, amb referència als papers femenins a l'òpera xinesa. També va estar inclosa en la llista de les vint-i-dues estrelles (actors i actrius) del cinema xinès que va proposar el Ministeri de Cultura del moment.

## Biografia
Qi Yi, de nom real Qin Dehe va néixer el 31 de gener de 1922 al districte de Pudong a Shanghai (Xina) en una família benestant, amb un germà i vuit germanes. El seu pare era comptable a l'empresa britànica Matheson i sovint portava a Qi al cinema. En una entrevista Qi va recordar els seus sentiments en relació al cinema "Les pel·lícules són realment un art molt especial. No només el llenguatge, els ulls, les expressions, sinó fins i tot un petit moviment. pot expressar els sentiments interiors de la gent, així que després de convertir-me en actriu de cinema, mai vaig voler fer res més”. El 1938, desprès de graduar-se a l'escola professional de Shanghai, a proposta dels seus companys de classe, Qin, de 16 anys, va deixar Shanghai , va viatjar a Hong Kong i va arribar a Wuhan, on es va unir a grups que lluitaven contra la invasió japonesa durant la segona guerra sino-japonesa, inicialment com a infermera.

#### Carrera cinematogràfica
El 1938 va entrar al China Film Studio de Chongqing com a actriu en pràctiques i el 1939 va participar en el rodatge de "The Good Husband" del director Shi Dongshan, protagonitzada per l'actriu Shu Xiuwen. Durant un cert temps, durant la segona guerra sino-japonesa, va deixar el mon del cinema i el 1941 va entrar en una companyia teatral de Chongqing.
El 1946 va rodar el seu primer llargmetratge "The Loyal Family" de Wu Yonggang i el 1947 va protagonitzar amb l'actor Zhao Dan la pel·lícula "Far Away Love" una versió lliure del mite de Pigmalió, del director Chen Liting també a China Film Studio.
Després de la fundació de la República Popular, el 1949 va tornar a Shanghai, als Shanghai Film Studio, un dels tres grans estudis de l'època. Va participar en "Mother" el primer llargmetratge de l'actor i director Shi Hui. El 1956 amb el director Zhao MIng va fer 铁道游击队 (Railway Guerrillas) i "马兰花开" amb l'actor Gao Boi,dirigida per Li Enjie. El 1957 va rodar un dels seus gran èxits 女篮五号 (Woman Basketball Player No. 5) un llargmetratge en color del director Xie JIn un exemple brillant del cinema de temàtica esportiva un gènere molt popular durant l'etapa maoista. El 1959, va protagonitzar amb Xie Fang la pel·lícula "Song of Youth" adaptada de la novel·la homònima de Yang Mo, per l'actor i director Cui Wei i 林則徐 (Lin Zexu) dirigida per Zheng Junli, considerada una obra mestre d'aquest director.
Durant la Revolució Cultural la majoria d’estudis de cinema van tancar les portes entre 1967 i 1970. Una part important dels equips tècnics, realitzadors, actors i productors van ser perseguits i enviats a camps de reeducació, com també ho va patir Qin Yi. A la dècada de 1980, va tornar al cinema i va protagonitzar pel·lícules com "Overseas Innocence", "Thunderstorm", "A Dream Is Not a Dream", i també va participar en molts episodis de la sèrie de televisió 上海屋檐下 (Under the Roof of Shanghai). En una entrevista va declarar que "Com a actriu professional, la majoria dels meus papers eren papers secundaris".

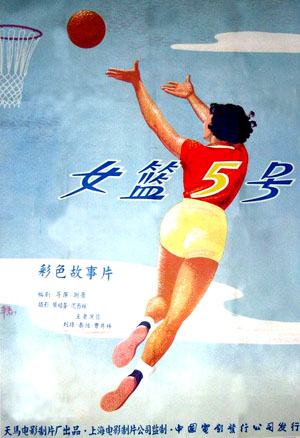
Woman Basketball Player No.5

Als 93 anys, va escriure, actuar i recaptar fons per filmar la pel·lícula 青海湖畔  (Qinghai Lakeside) també coneguda com "The Beautiful Kokonor Lake "rodada al altiplà de Qinghai al Tibet, dirigida per Shen Xinghao i produïda per Shanghai Film and Television Co.,Ltd,.

#### Vida personal

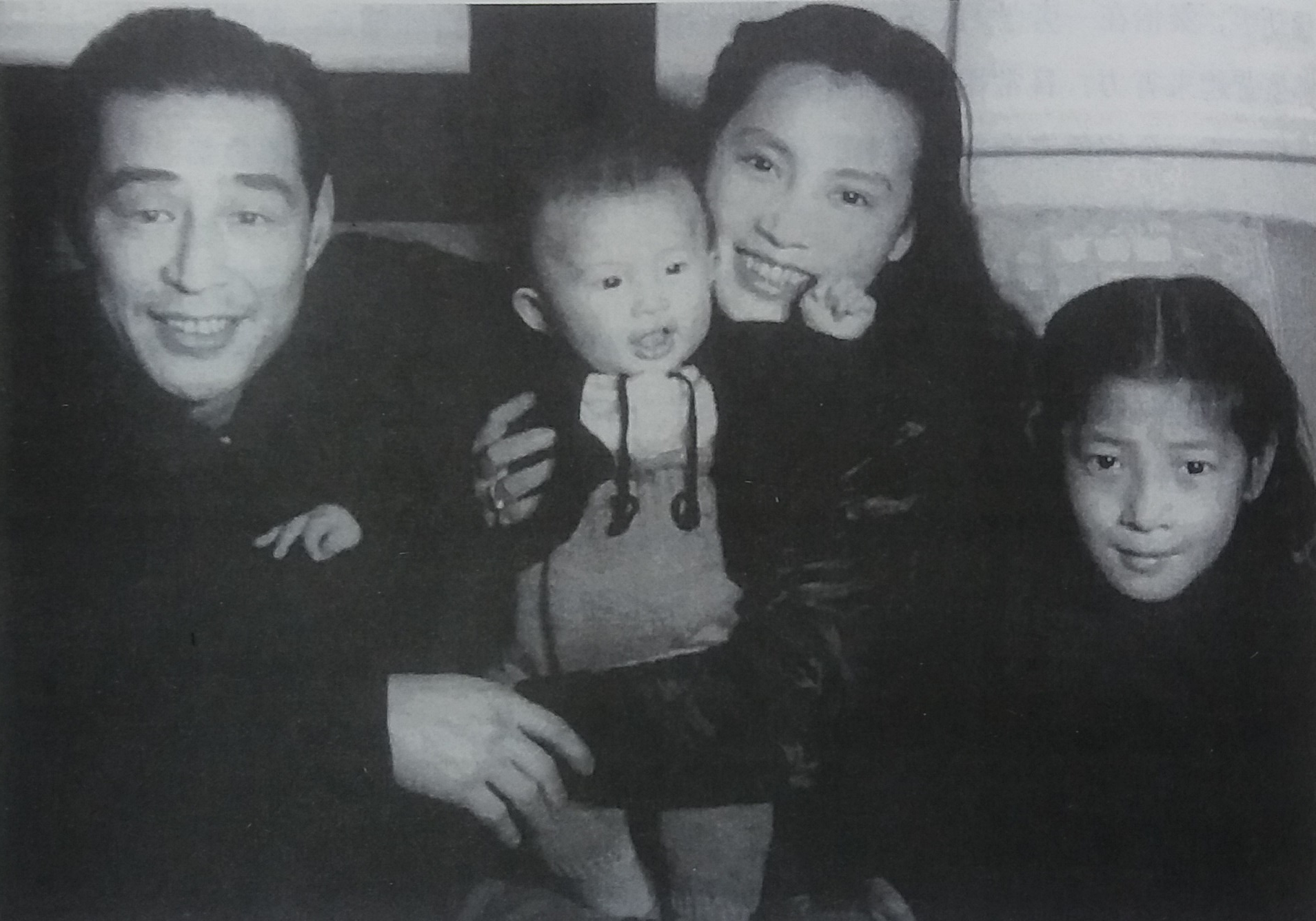
Qin YI amb el seu marit Jin Yan i els seus dos fills Jin Feiheng i Jin JIe (1948)

El 1939, es va casar amb l'actor Chen Tianguo, però aquest es va convertir en addicte a l'alcohol i va cometre actes de violència domèstica contra Qin Yi. L'agost de 1944, Qin Yi va donar a llum una filla, que més tard adoptaria el nom del nou marit de Qi, Jin. Es van divorciar aquell mateix any. A l'hivern de 1947, Qin Yi va anar a Hong Kong per participar en la pel·lícula "The Vast Sea", allà va conèixer l'actor de cinema Jin Yan, amb qui es va casar i el 1948 van tenir un fill, Jin Jie. L'any 1962, Jin Yan es va emmalaltir a causa del consum d'alcohol, Qin Yi va tenir cura de Jin Yan durant més de 20 anys fins que Jin Yan va morir el 1983.
La persona que més preocupava a Qie, era el seu fill anomenat familiarment com Xiaodi (fill petit) que patia esquizofrènia i no podia viure de forma autònoma. Tot i que Xiaodi tenia aquest problema mentals, tenia talent per a la pintura. El maig de 2002, Qin i el seu fill van assistir junts a una subhasta benèfica a Shanghai, on van portar-hi una pintura a l'aquarel·la anomenada Hengshan Park, pintada per Xiaodi. El quadre el va comprar l'actor de Hollywood, Arnold Schwarzenegger per 25.000 dòlars. Schwarzenegger va dir: "Compro aquest quadre no només perquè és una obra d'art, sinó també perquè Qin Yi és una gran mare xinesa".
Als 86 anys, Qin Yi va donar els seus estalvis per atendre a les zones afectades pel terratrèmol de Sichuan de 2008.

Va morir a Shanghai el 9 de maig de 2022.

## Filmografia destacada
| Any  | Títol xinès       | Títol anglès                  | Director                                       |
| ---- | ----------------- | ----------------------------- | ---------------------------------------------- |
| 1946 |                   | The Loyal Family              |                                                |
| 1947 | 遙遠的愛          | Far Away Love                 | Chen Liting                                    |
| 1949 | 母亲              | Mother                        | Shi Hui                                        |
| 1949 | 失去的爱          | Lost Love                     |                                                |
| 1956 | 铁道游击队        | Railway Guerrillas            | Zhao Ming                                      |
| 1956 | 马兰花开          | Malan Flowers Blooms          | Li Enjie                                       |
| 1957 | 女篮五号          | Woman Basketball Player No. 5 | Xie Jin                                        |
| 1958 | 红色的种子        | Red seeds                     | Zhang Li                                       |
| 1959 | 青春之歌          | The Song of Youth             | Cui Wei                                        |
| 1959 | 林則徐            | Lin Zexu                      | Zheng Junli                                    |
| 1961 | 摩雅傣            |                               | Xu Tao                                         |
| 1963 | 北国江南          | Northland Jiangnan            | Shen Fu                                        |
| 1964 | 浪涛滚滚          |                               | Cheng Yin                                      |
| 1979 | 海外赤子          |                               | Xing Jitian i Ou Fan                           |
| 1979 | 苦恼人的笑        | Troubled Laughter             | Deng Yimin i Yang Yanjin                       |
| 1982 | 上海屋檐下        | Under the Roof of Shanghai    |                                                |
| 1983 | 倔强的女人        |                               | Da Qi                                          |
| 1983 | 张衡              | Zhang Heng                    | Huang Zumo                                     |
| 1984 | 雷雨              | Thunderstorm                  | Sun Daolin                                     |
| 2015 | 青海湖畔          | Qinghai Lakeside              | Shen Xinghai                                   |
| 2015 | 王朝的女人·杨贵妃 | Dynasty Woman·Yang Guifei     | Zhang Yimou, Tian Zhuangzhuang i Cheng Shiqing |
| 2017 | 妖猫传            | Legend of the Demon Cat       | Chen Kaige                                     |
| 2019 | 一切如你          |                               | Huang Zhaochan i Shaojie Fu                    |
| 2021 | 演员              |                               | Pan Yilin                                      |

#### Premis
| Any  | Premi                                        | Tipus                                                      |
| ---- | -------------------------------------------- | ---------------------------------------------------------- |
| 1983 | Golden Eagle Award                           | Millor actriu per 上海屋檐下 (Under the Eaves of Shanghai) |
| 2008 | Festival Internacional de Cinema de Shanghai | Trajectòria                                                |
| 2009 | Golden Roaster Awards (Jinji Jiang)          | Trajectòria                                                |
| 2009 | Golden Phoenix Awards (Jinfenghuang Jiang)   | Trajectòria                                                |